# Pó (Bombarral)
Pó é uma povoação portuguesa sede da Freguesia de Pó do Município do Bombarral, freguesia com 6,77 km² de área e 922 habitantes (censo de 2021), tendo, por isso, uma densidade populacional de 136,2 hab./km².

## História
A freguesia foi criada pela Lei n.º 39/84, de 31 de dezembro, com lugares desanexados da Freguesia de Roliça.
Até à reorganização administrativa de 2013, era a freguesia mais recente do Município do Bombarral. É igualmente a freguesia mais pequena deste município.

## Demografia
A população registada nos censos foi:
| Distribuição da População por Grupos Etários | Distribuição da População por Grupos Etários | Distribuição da População por Grupos Etários | Distribuição da População por Grupos Etários | Distribuição da População por Grupos Etários |
| -------------------------------------------- | -------------------------------------------- | -------------------------------------------- | -------------------------------------------- | -------------------------------------------- |
| Ano                                          | 0-14 Anos                                    | 15-24 Anos                                   | 25-64 Anos                                   | > 65 Anos                                    |
| 2001                                         | 174                                          | 128                                          | 453                                          | 185                                          |
| 2011                                         | 133                                          | 114                                          | 527                                          | 156                                          |
| 2021                                         | 129                                          | 91                                           | 505                                          | 197                                          |

## História
A freguesia foi criada a 1 de janeiro de 1985 por desmembramento da vizinha freguesia de Roliça. Está limitada pela freguesia da Roliça, do mesmo município, e pelos municípios de Óbidos e Lourinhã. 
Segundo alguns autores, a povoação terá tomado o nome do apelido da família Pó, que tinha propriedades neste lugar, mas também se poderá admitir ter acontecido que esta família tenha assumido o nome da aldeia onde residia. A localidade de Pó e a sua região têm uma longa história que já vem de tempos pré-históricos.

## Geografia
A maior parte da sua área situa-se numa várzea e apenas uma pequena parte abrange uma zona elevada no planalto das Cezaredas. Deste planalto descem alguns cursos de água, sendo o principal o rio Galvão, que corre no vale do Reguengo daquele planalto e atravessa a freguesia, para desaguar no rio Real. 

## Economia
A localidade de Pó encontra-se encostada aos contrafortes do planalto aproveitando a fertilidade dos solos da várzea para o desenvolvimento de uma agricultura produtiva, com especialidade na cultura dos bacelos. A produção agrícola é a principal atividade desta freguesia. Também o pequeno comércio e alguma indústria se têm desenvolvido, particularmente na sede de freguesia e nas suas imediações.

## Equipamentos públicos
- Posto de saúde, inaugurado a 30 de outubro de 1993
- Jardim-de-infância, construído em 2002